# Động cơ nhiệt

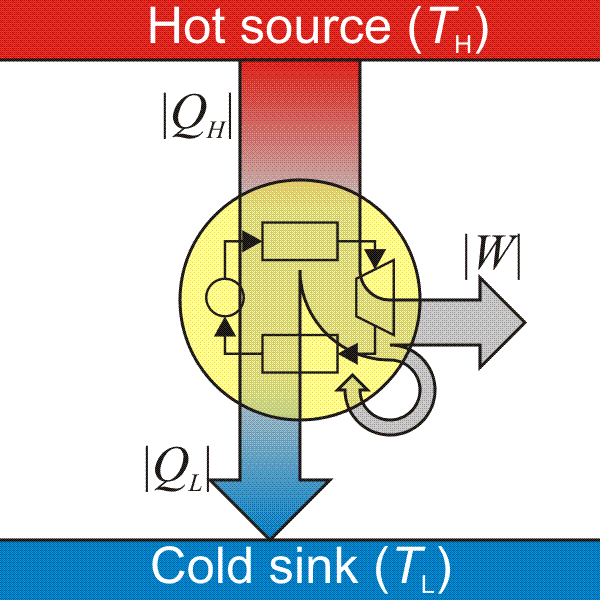
Sơ đồ của một động cơ nhiệt, gồm nguồn nóng, nguồn lạnh và cơ cấu.

Trong kỹ thuật và nhiệt động lực học, động cơ nhiệt là loại động cơ chuyển đổi nhiệt năng thành cơ năng, được dùng trong việc thực hiện công cơ học. Nguyên tắc hoạt động của các động cơ nhiệt là đưa một lưu chất làm việc từ một trạng thái nhiệt độ cao hơn về trạng thái nhiệt độ thấp hơn. Một nguồn nóng tạo ra nhiệt năng để đưa lưu chất tới trạng thái nhiệt độ cao. Lưu chất làm việc sinh công cơ học trong cơ cấu của động cơ trong khi truyền nhiệt cho một nguồn lạnh làm mát nó tới một trạng thái nhiệt độ thấp hơn. Trong quá trình này, nhờ các đặc tính của lưu chất, một phần nhiệt lượng được cung cấp ban đầu cho lưu chất sẽ được chuyển thành công cơ học để sử dụng. 
Các động cơ nhiệt đầu tiên là máy hơi nước, chúng có đặc điểm chung là nhiên liệu (củi, than, dầu...) được đốt cháy ở bên ngoài xi lanh của động cơ. Hàng trăm năm sau khi máy hơi nước ra đời thì động cơ đốt trong mới bắt đầu xuất hiện. Chúng là loại động cơ nhiệt mà nhiên liệu được đốt cháy ngay ở bên trong xi lanh. Động cơ nhiệt là loại động cơ được sử dụng rộng rãi nhất hiện nay, bao gồm từ những động cơ có đầy đủ các kích cỡ lớn nhỏ khác nhau chạy bằng xăng hoặc dầu ma dút của xe máy, ô tô, máy bay, tàu hỏa, tàu thủy... cho đến các động cơ chạy bằng các nhiên liệu đặc biệt của tên lửa, tàu vũ trụ, động cơ chạy bằng năng lượng nguyên tử của tàu ngầm, tàu phá băng,...